# Lip trick
Nello skateboard i lip trick sono manovre eseguite su half-pipe, quarter-pipe e minirampe. Questi trick consistono in diversi modi per rimanere in equilibrio sul lip della rampa, che è la linea orizzontale in cima alla transizione (generalmente rivestita da un tubo circolare in metallo noto come coping). Il primo lip trick venne eseguito dallo skater statunitense Jay Adams.

## Lista dilip trick
| Axle stall                 | Si tratta di uno stall: al contrario del grind e dello slide, non vi è alcun tipo di movimento lungo il coping; lo skater rimane semplicemente fermo in cima alla transizione, per poi lanciarsi nuovamente verso il basso. Nell'axle stall, entrambi i truck dello skateboard si trovano a contatto con il coping; questa manovra viene solitamente utilizzata per dare a chi la esegue lo spazio e il tempo necessari per riposizionarsi, prima di lanciarsi in altri trick o effettuare il drop-in verso il fondo della rampa. L'axle stall si può anche descrivere come un 50-50 eseguito da fermi. Questa manovra è effettuabile sia in frontside che in backside. |
| Bastard plant              | Un backside boneless one (vedi sotto) to fakie (ovvero la stance in cui lo skater rimane nella sua posizione naturale, ma seguendo la direzione di marcia opposta). Lo skater britannico Sean Goff è conosciuto per i suoi bastard plant. |
| Bean plant                 | Un nosegrab o lien grab, dove il nose, ossia la punta anteriore della tavola, viene afferrato (in gergo "grabbato") dalla mano più vicina. Allo stesso tempo, il piede secondario lascia la tavola nella direzione del tallone per eseguire un plant, toccando cioè la struttura della rampa per rendere possibile il dietrofront e l'eventuale ritorno nella transizione. Inizialmente il bean plant includeva una svolta in frontside; al giorno d'oggi, invece, lo si può anche eseguire to fakie (variazione nota come "ice plant"). Il bean plant fu inventato da Neil Blender, che diede il suo nome anche alla particolare tipologia di grab con cui viene eseguito (la parola "lien", infatti, non è altro che "Neil" scritto al contrario). |
| Blunt to fakie             | Un blunt stall, dove il truck posteriore viene fatto passare oltre il coping, mentre il tail rimane sul lip della rampa. Dopodiché viene eseguito un piccolo ollie per staccarsi dal bordo della rampa, per poi ridiscendervi in stance fakie. Modificando il passaggio dell'ollie è possibile ottenere variazioni di questa manovra: con un 180 ollie in frontside si viene a creare un frontside blunt stall; il 180 ollie in backside, invece, risulta in un backside blunt stall. La versione originale del blunt to fakie, creata dallo skater statunitense Kevin Staab, prevedeva l'utilizzo di vari grab, che vennero, in seguito, sostituiti dall'ollie grazie allo skater Aaron Deeter. |
| Boneless One               | Un frontside footplant, in cui il piede anteriore lascia la tavola per far leva sulla rampa stessa, accompagnato da un grab sul lato frontside della tavola (spesso "tuck-knee", cioè con la gamba posteriore piegata e la pianta del piede rivolta verso l'esterno). Il piede anteriore deve staccarsi in heelside, quindi nella direzione del tallone; il grab termina una volta che entrambi i piedi ritornano sulla tavola, prima che quest'ultima entri nuovamente in contatto con la rampa. Questo trick venne inventato da Garry Scott Davis e venne battezzato "Boneless One" in onore del cane peluche dell'amico Robert Hamrick, "Harry the Boneless One". La versione in backside, inventata da Steve Caballero, consiste in un backside grab standard con il piede anteriore, che lascia la tavola in toeside, ossia nella direzione della punta del piede. Dopo il plant, come nella versione frontside, il grab viene rilasciato prima che la tavola riatterri sulla rampa. |
| Crailtap                   | Un tailtap (vedi sotto) eseguito mentre si tiene il nose della tavola con la mano posteriore (crail grab), effettuando poi un pivot (cioè girandosi usando il truck posteriore come fulcro) sulla punta del tail. |
| Dark stall                 | Uno stall sul coping della rampa con la tavola al contrario (quindi con il grip rivolto verso il basso). Rodney Mullen fu il primo ad eseguire e rendere popolari i trick dark. |
| Disaster                   | Creato da Duane Peters, soprannominato "Master of Disaster", si tratta di una manovra che comprende un ollie 180 che mette la tavola a contatto con il coping, con il truck anteriore rivolto in avanti e quello posteriore indietro, al di là del lip. Dopodiché lo skater si butta in avanti, verso il basso, per rientrare nella rampa. |
| Fastplant                  | Un backside air con un lien grab sul nose della tavola; il piede posteriore viene separato dalla tavola e poggiato sul coping. È possibile rientrare nella rampa in fakie. Questo trick si può anche descrivere come un backside footplant ad alta velocità; il piede posteriore deve riposizionarsi sullo skateboard ben prima del riatterraggio di quest'ultimo all'interno della rampa. Il fastplant venne eseguito per la prima volta da Neil Blender. Questa manovra si può eseguire anche in frontside: il frontside fastplant consiste in un frontside air con un indy grab e il piede posteriore sul coping. |
| Feeble                     | Un grind nel quale il truck anteriore è sospeso al di là del coping, sulla superficie orizzontale in cima alla rampa. |
| Hurricane                  | Avvicinandosi carvando in backside alla cima della rampa, viene eseguito un alley-oop, ossia una rotazione nella direzione opposta rispetto a quella di marcia. L'alley-oop rende il grind che segue frontside e fakie. Inoltre, il grind risultante è sul truck posteriore, e spesso vi è uno slide sul bordo dello skateboard in heelside, ossia il lato in cui puntano i talloni. L'hurricane si può anche descrivere come un pivot di 270° sul truck posteriore (90° di alley-oop in frontside e 180° in backside per ridiscendere nella stance regular), ma è anche possibile eseguirlo to fakie. Questo trick fu inventato da Tom Groholski. |
| I can hear fine            | Un boneless in backside con un mute grab (ossia con la mano che afferra la parte della tavola tra i piedi sul lato toeside, passando davanti alla gamba anteriore). |
| Indy plant                 | Un footplant in backside: il piede posteriore lascia la tavola per eseguire il plant mentre la tavola viene afferrata tramite l'indy grab. Se eseguito in frontside, si ottiene un frontside fastplant (vedi sopra). Questo trick venne reso popolare da Tom Groholski. |
| Lien plant                 | Un frontside fastplant (vedi sopra) con un lien grab (afferrando, quindi, il nose dello skateboard sul lato in cui puntano i talloni). Questo lip trick venne popolarizzato da Neil Blender. |
| New deal                   | Uno stall in cui il truck anteriore tocca il coping in cima a una rampa, seguito da un disaster, dove è il centro della tavola ad entrare in contatto con il coping. Il New Deal si può anche eseguire con un grind, seguito poi da uno slide durante la fase del disaster. Questo trick fu inventato da Neil Blender. |
| Noseblunt                  | Un 180 una volta raggiunta la cima della rampa (oppure arrivandovi in posizione fakie), per poi rimanere in equilibrio con le ruote e il truck anteriore dietro al coping. Per tornare nella rampa viene eseguito un nollie; talvolta si può anche usare un grab, come il tailgrab. |
| Nosepick                   | Uno stall sul truck anteriore; per rientrare nella rampa viene effettuato un grab. Si può eseguire sia in backside che frontside. |
| Nosestall                  | Un trick che consiste nell'arrivare in cima alla transizione, appoggiarsi sul nose dello skateboard, e tornare indietro in switch o eseguendo un revert per assumere la stance regular. Il nosestall si può eseguire sia in backside che frontside. |
| Pivot                      | Uno dei lip trick fondamentali: per eseguirlo, si deve raggiungere prima la cima della rampa, per poi girarsi con il truck posteriore a contatto con il coping. Mentre si esegue il pivot, al posto di rimanere semplicemente fermi, è anche possibile grindare il coping con un movimento orizzontale noto come slash. Questo trick si può eseguire sia in backside che in frontside. |
| Pogo rock and roll         | Un aerial seguito da un rock and roll (vedi sotto) sulla cima della rampa. Popolarizzato da Craig Johnson, rinomato per l'altezza dei suoi air. Quando, al posto del rock and roll, si esegue un rock to fakie (vedi sotto), il trick risultante viene chiamato "Sally rock". |
| Rock and roll              | Simile al rock to fakie (vedi sotto), con un 180 eseguito una volta lasciato il coping della rampa così da non discendere in fakie. La variazione in frontside venne creata da Eddie Elguera. |
| Rock to fakie / Fakie rock | Un lip trick molto comune, in cui il truck anteriore viene posizionato oltre il coping, sul deck della rampa (la parte orizzontale che si trova dietro alla transizione verticale). Questo trick viene completato una volta che si ritorna all'interno della rampa in posizione fakie, in seguito a un breve stall. |
| Sally rock                 | Un ollie in cima alla rampa per ottenere un aerial, seguito da un rock to fakie (vedi sopra) una volta ritornati nella transizione. Questo trick è anche noto con il nome di "Pop rock". Se, al posto del rock to fakie, viene eseguito un rock and roll (vedi sopra), il trick che risulta si chiama "Pogo rock and roll". |
| Sausage grind              | Un frontside anchor grind unito a un tailgrab. L'anchor grind (o Willy grind) viene eseguito con il truck anteriore a contatto con il coping, mentre il tail dello skateboard è puntato verso il basso. Si può anche descrivere come uno Smith grind "al contrario". Allo stesso tempo, lo skater deve effettuare in grab sull'estremità posteriore della tavola. |
| Slob fastplant             | Un frontside fastplant (vedi sopra) con uno slob grab. In uno slob grab lo skater afferra la tavola in toeside (sul lato in cui puntano i piedi) con la mano anteriore, facendola passare tra le gambe. |
| Smith grind                | Un grind in cui il truck posteriore è a contatto con il coping, mentre il nose dello skateboard è puntato verso il basso, nella rampa. Esiste anche una versione stall dello Smith grind. La versione in frontside di questa manovra venne inventata da Mike Smith, mentre quella in backside fu creata da Monty Nolder. |
| Staple gun                 | Una manovra in cui lo skater raggiunge la cima della rampa, oltrepassandola e mettendo il piede posteriore sulla transizione, al di sotto del coping. Una volta che la tavola è atterrata sul deck (la parte orizzontale in cima alla rampa), viene utilizzato il piede anteriore per riportarla di nuovo nella rampa. A questo punto il piede posteriore lascia la transizione per ritornare sullo skateboard. La posizione ottenuta alla fine di questo trick è fakie. |
| Sugarcane                  | Un alley-oop 180 che risulta in uno Smith grind (vedi sopra) in fakie. Iniziando in posizione regular, l'alley-oop farà rivolgere verso il basso il nose dello skateboard; il truck posteriore, allo stesso tempo, eseguirà un grind sul coping. Lo Smith grind che ne risulta è quindi in fakie. |
| Sweeper                    | Un nosegrab in frontside accompagnato da un footplant, in cui il piede posteriore lascia la tavola per entrare a contatto con il coping. Questo trick venne inventato da Duane Peters. Vi è anche una variazione nota come creeper, che è uno sweeper eseguito con un crail grab (ossia "grabbando" il nose con la mano posteriore). |
| Tailtap / Tailblock        | Un pivot stall in backside, ottenuto stando in equilibrio sulla punta inferiore del tail e, allo stesso tempo, effettuando un grab sul nose con la mano anteriore. Questo trick si può anche eseguire con la mano posteriore; questa variante è nota con il nome di "crailtap" o "crailblock" (vedi sopra). Il tailtap veniva eseguito spesso dagli skater degli anni settanta. |
| Texas plant                | Avvicinandosi al lip in frontside, il piede posteriore viene rimosso dallo skateboard per eseguire un plant sul coping; allo stesso tempo, viene effettuato un grab sul tail della tavola, mentre la gamba anteriore viene distesa. Solitamente, prima che lo skater ritorni nella transizione, riposizionando il piede posteriore sullo skateboard, vi è una breve pausa. Questo trick fu inventato dallo skater texano Craig Johnson. |
| Texas two-step             | Simile al Texas plant (vedi sopra). Il plant viene però effettuato dal piede anteriore, mentre il nose viene "grabbato" con la mano anteriore. Si deve poi compiere un salto, facendo passare il piede anteriore nello spazio che si è venuto a creare tra la mano, la tavola e la gamba posteriore. Alla fine ci si deve riposizionare sullo skateboard in uno stall sul tail, per poi ritornare all'interno della transizione. |
| Thruster                   | Un fakie tail grab foot plant; il plant viene eseguito con il piede posteriore. Inventato da Duane Peters, questo trick fu popolarizzato da Craig Johnson. |

### Lista diinvert
Nella lista che segue sono elencati i lip trick in cui lo skater "grabba" la tavola e, allo stesso tempo, esegue un plant sul coping con la mano, rimanendo così in equilibrio a testa in giù sul lip della rampa. Le variazioni di invert (o handplant) sono caratterizzate dal tipo di grab applicato sulla tavola e dalla disposizione delle gambe. Alcuni esempi possono essere l'eggplant (un invert in frontside con la mano anteriore sul lip), l'Andrecht (un invert accompagnato da un grab in backside, ossia dietro il tallone del piede anteriore, tenendo schiena e gambe piegate), il gymnast plant (un invert in cui entrambi i piedi vengono rimossi dalla tavola, come in un Christ air), il sadplant (un invert in cui la gamba anteriore è completamente distesa), il one-foot (un invert con un piede solo sullo skateboard) e la unit 540 (un invert in frontside unito a un 540).
| Eggplant                 | A differenza di molti altri invert, nell'eggplant è la mano anteriore che viene poggiata sul coping, mentre quella posteriore esegue un indy grab. Vi è una variazione ideata da Mike McGill nota come "McEgg", in cui viene compiuto un giro di 540°. |
| Everybody                | Un fakie invert simile al good buddy (vedi sotto) eseguito da Neil Blender. In origine un'esecuzione imperfetta di un altro trick, in cui le gambe si sarebbero dovute distendere completamente, questa manovra venne replicata da molti skater che, osservando i vari tentativi falliti di Neil, pensavano si trattasse di un vero e proprio trick. Per questo Lance Mountain e Neil Blender soprannominarono questo invert "everybody", ispirandosi al nome "good buddy" e prendendosi gioco di come "tutti" ("everybody") avessero iniziato ad eseguire questa versione imperfetta di un fakie invert "fully extended". |
| Fall guy                 | Un frontside invert to fakie. Ideato da Neil Blender, venne eseguito per la prima volta da Lance Mountain. |
| Frontside invert         | Un altro invert in cui è la mano anteriore, anziché quella posteriore, ad essere poggiata sul coping. La mano posteriore esegue lo stesso grab del frontside air. |
| Good buddy               | Un fakie invert in cui la tavola viene "grabbata" con la mano posteriore sul lato in cui puntano i piedi; la mano anteriore, invece, esegue il plant sul lip, mantenendo in equilibrio il corpo dello skater mentre è a testa in giù. |
| Ho-ho                    | Un invert in cui entrambe le mani sono sul coping, rendendo così possibile la camminata in verticale per un breve periodo di tempo. Questo trick inizia come un invert regolare, dove il plant viene eseguito dalla mano posteriore; dopodiché, come nell'eggplant, viene abbassata anche quella anteriore. L'ho-ho venne inventato da Steve Schneer, e venne poi eseguito da skater come Neil Blender e Jeff Kendall. |
| Jolly Mambo              | Uno stalled frontside invert in cui la rotazione viene interrotta a metà per poi rientrare nella rampa in posizione fakie. Simile al Miller flip (vedi sotto), ma in stall. Questo trick venne inventato da Neil Blender. Nel terzo video del team Bones Brigade, The Search for Animal Chin, questo trick viene chiamato "frontside Jelly Mumbo". |
| Layback air              | Un invert eseguito in frontside con uno slob grab e con la mano posteriore poggiata sul coping. In poche parole, si tratta di un frontside invert con un plant della mano posteriore. Questo trick venne inventato da Kelly Lynn. Il layback air si può anche eseguire to fakie, to tail e to revert. |
| Miller flip              | Un frontside invert in cui viene eseguita una rotazione completa per poi ritornare nella rampa nella stance fakie. Il plant e il grab sono gli stessi di quelli del layback air (vedi sopra). Questo trick venne inventato da Darrell Miller. |
| Phillips 66              | Simile al Miller flip (vedi sopra), ma eseguito "al contrario". Ci si deve dapprima avvicinare al lip in fakie; dopodiché, con la mano posteriore sul coping, viene eseguito un movimento simile a quello di un frontflip, per poi atterrare rivolti in avanti. Questo trick fu inventato da Shawn Peddie e fu successivamente popolarizzato da Jeff Phillips. |
| Poliki                   | Un layback air (vedi sopra) in cui la tavola viene "grabbata" come in un Lien air (mano sul nose anziché tra i piedi). Questo trick fu inventato da Lester Kasai. |
| Sadplant                 | Un invert in cui lo skater distende completamente la gamba anteriore, ideato da Lance Mountain. |
| Smith vert / Smith plant | Un normale invert in cui la tavola viene girata in backside così da far incrociare le gambe; il piede posteriore rimane attaccato al tail dello skateboard. Lo Smith vert è anche noto con il nome di "Smith plant"; questo trick fu eseguito per la prima volta da Mike Smith. |
| Tuck-knee invert         | Un invert con un grab simile a quello del Japan air, piegando le ginocchia per portare la tavola dietro alle spalle. |
| Woolly mammoth           | Un fakie frontside handplant to noseblunt: la mano posteriore viene utilizzata per il grab sulla parte della tavola in cui puntano i piedi, mentre il nose e le ruote anteriori sono poggiate sul deck orizzontale al di là del coping (quindi nella posizione di un noseblunt); la mano anteriore, invece, viene utilizzata per il plant sul coping stesso. Il woolly mammoth venne ideato dallo skater Neil Blender. |